# Saison 2007-2008 du Limoges CSP Élite
La saison 2007-2008 est la deuxième du CSP Limoges en Pro B depuis le dépôt de bilan de 2004.
| Numéro      | Nom                                | Né en                              | Taille                             | Nationalité                        | Poste                              |
| ----------- | ---------------------------------- | ---------------------------------- | ---------------------------------- | ---------------------------------- | ---------------------------------- |
| 4           | Gabriel Kennedy                    | 28/11/81                           | 2,04 m                             | États-Unis                         | 5                                  |
| 5           | Dragan Lukovski                    | 21/03/75                           | 1,88 m                             | Serbie                             | 1                                  |
| 6           | Thomas Larrouquis                  | 30/04/85                           | 1,97 m                             | France                             | 2/3                                |
| 8           | Mickaël Toti                       | 11/04/87                           | 1,80 m                             | France                             | 1                                  |
| 9           | Jerome Robinson                    | 29/09/78                           | 1,91 m                             | Jamaïque                           | 2/3                                |
| 10          | François Renaux                    | 03/10/82                           | 1,94 m                             | France                             | 2                                  |
| 11          | Paweł Storożyński                  | 24/03/79                           | 2,03 m                             | France                             | 3                                  |
| 12          | Willie Jenkins                     | 20/12/81                           | 1,98 m                             | États-Unis                         | 3/4                                |
| 13          | Aurélien Salmon                    | 16/02/87                           | 2,03 m                             | France                             | 4                                  |
| 14          | Ivan Almonte                       | 20/01/81                           | 1,98 m                             | République dominicaine             | 4                                  |
| 15          | Olivier Gouez                      | 24/06/84                           | 2,18 m                             | France                             | 5                                  |
| 16          | Daniel Oyono                       | 20/01/83                           | 1,96 m                             | France                             | 4                                  |
| 18          | Samir Mekdad                       | 12/10/86                           | 1,88 m                             | France                             | 1                                  |
| 4           | Saša Marković                      | 21/07/77                           | 2,11 m                             | Grèce                              | 5                                  |
| 4           | Mamery Diallo                      | 17/11/81                           | 2,05 m                             | France                             | 5                                  |
| 4           | Modibo Niakaté                     | 26/03/81                           | 1,85 m                             | France                             | 1/2                                |
| 5           | Saša Stefanović                    | 17/09/75                           | 1,88 m                             | Serbie                             | 1                                  |
| 9           | Rolan Roberts                      | 24/04/78                           | 2,00 m                             | États-Unis                         | 4/5                                |
| 12          | Joah Tucker                        | 06/01/83                           | 1,95 m                             | États-Unis                         | 3/4                                |
| 16          | DeRon Hayes                        | 13/04/70                           | 1,96 m                             | France (naturalisé)                | 3                                  |
| Encadrement |                                    |                                    |                                    |                                    |                                    |
| Entraîneur  | Frédéric Forte puis Olivier Cousin | Frédéric Forte puis Olivier Cousin | Frédéric Forte puis Olivier Cousin | Frédéric Forte puis Olivier Cousin | Frédéric Forte puis Olivier Cousin |
| Assistant   | Jimmy Rela                         | Jimmy Rela                         | Jimmy Rela                         | Jimmy Rela                         | Jimmy Rela                         |